# 完熟フレッシュ
完熟フレッシュ（かんじゅくフレッシュ）は、日本のお笑いコンビで、実の父娘から成る親子お笑いコンビ。ワタナベエンターテインメント、漫才協会所属。

## メンバー
池田 57CRAZY（いけだ ゴナクレージー、1975年8月17日 - ）（49歳）
山口県宇部市出身。
大阪芸術大学舞台芸術学科卒業（二浪）。
身長169cm。血液型A型。
本名：池田 哲也（いけだ てつや）
趣味はツーリング、温泉、ウエイトトレーニング。
元ライザップの社員で、トレーナーを務めていた。
ボケ・ネタ作成担当。立ち位置は向かって左。
スクールJCA10期生出身。かつては『ジャンボジェット』というお笑いコンビで活動、ジャンボジェット時代はプロダクション人力舎に所属。
元『ロックンロールコメディーショー』のメンバーで、サンミュージックプロダクションに所属していた。当時の芸名は「ロックスター池田」で、2012年7月に現在の池田57CRAZYに改名。
バリバリのロックファンだが、aiko、松任谷由実、古内東子のファンでもある。
 池田 レイラ（いけだ れいら、2005年3月1日 - ）（20歳）
東京都西東京市出身。
身長152cm。血液型A型。
趣味は動画配信、特技はピアノ。
かつては子役として活動していた。
ツッコミ担当。立ち位置は向かって右。
今田耕司の影響で、何よりも挨拶することを大切にしている。
俳優の山﨑賢人が好き。
家族3人で暮らしていた頃は甘えん坊で引っ込み思案な性格だった。両親の離婚後は、父が頼りないために自身が強くならざるを得なかったという。また、最初は離れて暮らす母には自分が芸人をやっていることは秘密にしていたが、後に母自身がレイラがテレビに出ていることに気付いた。
子役時代は、ドラマや三拍子の単独ライブのVTRなどに出演していたが、子役活動は本人が嫌がるようになったので辞めたという。しかし小学4年生の時に自分から父に「将来タレントになりたい」と言ってきて、それを鳥居みゆきに話したところ、自分の舞台に出るように誘われ、自分の意思での舞台デビューとなった。父は「この舞台があったからこそ、今の完熟フレッシュがある」と振り返っている。
ニルヴァーナのTシャツを舞台衣装としていることが多い。ニルヴァーナ以外にも、多くのロックTシャツを持っている。
歌手のゆーゆ（井上あずみの娘）は、同じ高校の同級生で仲が良い。
2022年12月1日、大学に合格したことを父・池田57CRAZYがInstagramで報告した。
2024年1月22日の『ネプリーグ』及び同年2月6日の『踊る!さんま御殿!!』の各番組内で日本大学芸術学部に在学中であることを公表した。2024年3月、退学。
2024年2月からはグラビアアイドルとしても活動。2度目の撮影以降はトレーナーの経歴を持つ父の協力も得て、体を絞っている。
2024年12月、集英社のウェブサイト「グラジャパ!」が選ぶ「グラジャパ！アワード2024」で最優秀新人賞に選ばれる。

## 来歴・概説

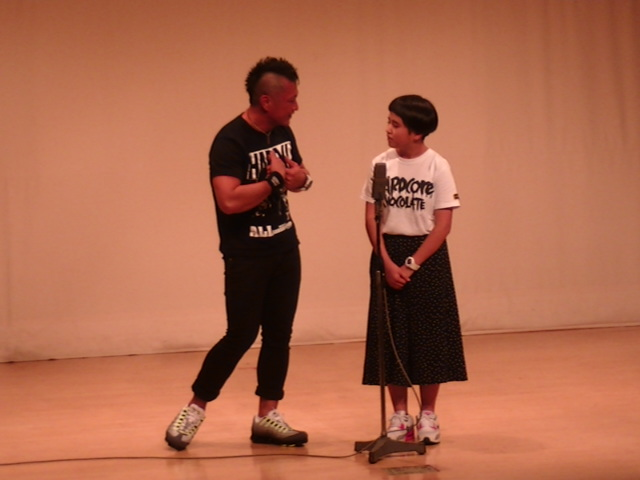
左から、池田57CRAZY、池田 レイラ
（2018年9月当時。なかの芸能小劇場にて）

池田（父）がかつて組んでいた「ロックンロールコメディーショー」は父の引退により無期限活動休止（実質解散）。
引退後、父はスポーツジムにトレーナーとして就職。俳優・斉藤一平のトレーナーなどを担当した。
その後、父は離婚し、娘・レイラを引き取って父子家庭生活となる。離婚した後、父はお笑いへの情熱を捨て切れなくなり、2016年にレイラを無理やり相方にして父娘コンビ、完熟フレッシュを結成（結成日は8月28日としている）。結成直後からM-1グランプリにアマチュアとして出場、2016年は3回戦まで進出、2017年は準々決勝まで進出。2017年のM-1グランプリでは「ベストアマチュア賞」に選ばれた（同賞の贈賞式は翌2018年のM-1グランプリの完熟フレッシュの1回戦出場日だった2018年8月15日に行われた）。2018年1月1日未明放送の「ぐるナイおもしろ荘」に出演し注目を集め、同年1月8日にワタナベエンターテインメント所属となる。
ネタは、実話を基にして頼りない父が繰り出す自虐ネタに、レイラが辛辣な毒舌で返すというパターンが主。最後はレイラの「生まれてくる家間違えたー！」の後、2人で「ハイ、この親にしてこの子あり！」の台詞で締めることが多い。父がネタの大筋を書くが、ライブの反応を見てのレイラの修正やアドリブもかなり入っている。
2018年のM-1グランプリでは3回戦で敗退。※2019年から2022年は2回戦で敗退。
2019年12月21日付で、西東京市より完熟フレッシュ2人で「西東京市PR親善大使」に任命される。
2021年1月、完熟フレッシュが錦鯉（ソニー・ミュージックアーティスツ所属）と共に漫才協会に正式入会した。
2021年2月、日本テレビの人気番組「クイズ!あなたは小学5年生より賢いの?」において300万円を獲得し、話題になった。

## 出演

### テレビ
- モーニングショー（テレビ朝日、2016年10月19日・2017年8月22日・11月7日） - 「ショーアップ!」コーナー（M-1グランプリでの密着取材など）
- 解決!ナイナイアンサー 聞くのが怖いギモンを勇気を出して直聞きSP（日本テレビ、2017年3月4日）
- ねばトン!（TOKYO MX、2017年10月8日 - 12月24日） - レギュラー出演
- ぐるぐるナインティナイン（日本テレビ）
  - 「おもしろ荘SP」（2018年1月1日）[29]
  - 「家族対抗ゴチ」（2018年2月15日）
  - 東京湾ミステリークルージング豪華船上ゴチSP（2018年4月5日）
  - ぐるナイ恒例!日本一早いネタ祭!おもしろ荘直前プレイバックSP爆笑ネタ放出!（2018年12月31日）
- めざましテレビ（フジテレビ、2018年1月25日）
- めざましどようび（フジテレビ、2018年1月27日）
- 行列のできる法律相談所（日本テレビ、2018年1月28日）
- にちようチャップリン（テレビ東京、2018年2月18日）
- 林先生が驚く初耳学!（MBS制作、TBS系列、2018年2月25日・6月10日、8月19日、9月16日）
- 人生が変わる1分間の深イイ話（日本テレビ、2018年2月26日）
- しゃべくり007（日本テレビ、2018年3月12日）
- ウチのガヤがすみません!（日本テレビ、2018年3月6日・5月8日・5月15日）
- ヒルナンデス!（日本テレビ、2018年3月14日・3月15日・3月20日・4月5日・5月17日・7月26日・9月17日・2019年7月29日・8月5日・2023年7月25日）
- エンタの神様（日本テレビ、2018年3月24日、2018年9月15日）
- 有吉ゼミ（日本テレビ、2018年3月26日・4月23日）
- メレンゲの気持ち（日本テレビ、2018年4月7日）
- Rの法則（NHK Eテレ、2018年4月9日）
- 踊る踊る踊る!さんま御殿!!（日本テレビ、2018年4月10日）
- 秘密のケンミンSHOW&ダウンタウンDX春の合体2時間スペシャル!（読売テレビ、2018年4月12日）
- 帰れマンデー・見っけ隊!!（テレビ朝日、2018年4月16日）
- 開封プレゼントX（テレビ朝日、2018年4月28日）
- 得する人損する人（日本テレビ、2018年4月26日・5月3日）
- 世界“超驚き！”テーマパークの旅[30]（NHK総合、2018年5月5日）
- ミリオンチャンス 突然わが家に100万円[31]（TBS、2018年5月12日）
- 天才!志村どうぶつ園（日本テレビ、2018年5月19日・5月26日・6月16日・6月30日）
- ものまねグランプリ（日本テレビ）
  - 男芸人VS女芸人 怒涛のガチバトルSP（2018年5月22日）
  - ものまねグランプリ2018～ザ・トーナメント～（2018年12月18日）
- おはスタ（テレビ東京、2018年5月22日）
- 白黒アンジャッシュ（チバテレビ、2018年5月22日・5月29日）
- 有吉ジャポン（TBS、2018年5月25日）
- なかい君の学スイッチ（TBS系列、2018年4月30日・5月28日）
- 痛快TV スカッとジャパン（フジテレビ、2018年6月4日）
- あさチャン!（TBS、2018年6月15日）
- PS純金（中京テレビ、2018年6月15日・8月3日）
- みんなDEどーもくん!（BSプレミアム、2018年6月24日）
- 車あるんですけど…?（テレビ東京、2018年6月24日）
- イッテンモノ（テレビ朝日、2018年7月6月27日）
- 冗談騎士（BSフジ、2018年7月4日）
- ナカイの窓（日本テレビ、2018年7月4日）
- 外国人が本当に驚いた! 世界ハンパない!映像 No.1決定戦（テレビ朝日、2018年7月9日）
- 家事ヤロウ!!!バカリズムｘ中丸ｘカズレーザー（テレビ朝日、2018年7月6日・7月10日）
- スッキリ（日本テレビ、2018年7月13日・7月19日・9月18日・12月29日）
- 有吉弘行のダレトク!?（フジテレビ、2018年7月17日）
- ニノさん（日本テレビ、2018年7月15日・7月22日）
- アカデミーナイトG（2018年6月12日・7月24日・7月31日）
- おはスタ（テレビ東京）
  - 富士サファリパーク特集（2018年7月23日 - 7月27日）レイラのみ
  - ニンテンドースイッチ最新ソフトに完熟フレッシュが挑む!（2018年9月12日 - 14日）
- 前略、西東さん（中京テレビ、2018年7月28日）
- ごごナマ おしゃべり日和（NHK総合、2018年8月2日）
- 王様のブランチ 菅田将暉に直撃&兄弟芸人ミキお買い物&完熟フレッシュ物件調査（TBS、2018年8月4日）
- ネタパレ（フジテレビ、2018年8月10日）
- 世界一おもしろい海の家～ナナナマリーナで笑イーナ！～[32]（テレビ東京、2018年8月11日）
- 世界“超驚き！”テーマパークの旅[30]保存版（NHK BSプレミアム、2018年8月19日）
- 照英・児島玲子の最強!釣りバカ対決!!▽夏休みSP!三浦・海上釣り堀で親子大会![33]（BS日テレ、2018年8月19日）
- あさイチ 戦争と“食”[34]-（NHK総合、2018年8月22日） - レイラのみ
- 採用!フリップNEWS[35]（中京テレビ、2018年8月21日・8月28日 / 日本テレビ、2018年8月23日・8月30日）
- 24時間テレビ41「愛は地球を救う」 人生を変えてくれた人（日本テレビ、2018年8月25日 - 8月26日）
- 金バク #205[36]家族で大自然を満喫！岡山のリゾート地・真庭市蒜山でお宝探し！（OHK岡山放送、ローカル番組、2018年8月31日）
- 幸せ!ボンビーガール（日本テレビ、2018年9月4日）
- ザ!世界仰天ニュース （日本テレビ）
  - 世界が衝撃を受けたあの日!!2時間SP（2018年9月11日）
  - ブラジルの扇風機おばさん!（2023年2月21日）
- ゲームズ・ボンド[37]（テレビ朝日、18年09月22日）
- うまいッ！「うまいッ！は良いトコ 行ってみたいSP[38]」（NHK総合、2018年09月23日）
- ニュース シブ5時（NHK総合）
  - 昆虫食（2018年10月3日）
  - 謎解きハンター47 高知 ウツボ（2018年10月24日）
- 沼にハマってきいてみた[39]（謎解き沼）（NHK Eテレ、2018年10月8日）
- お願い!ランキング 「帰れマンデー 見っけ隊特別編 路線バス に乗って行列店3つ見っけ隊」（テレビ朝日、2018年10月9日）
- バラエティー生活笑百科[40] (NHK総合、2018年10月13日) - 特別相談員という位置づけ
- ホンマでっか!?TV（フジテレビ、2018年10月17日）
- 趣味どきっ！ おひさまライフ 第5回「うまみ凝縮 手作り干物」（NHK Eテレ、2018年10月30日）
- おもしろ風景バラエティ ゲキレア珍百景[41] #119 #122（テレ朝チャンネル、2018年11月11日、2019年1月6日)
  - ゲキレア珍百景「ナニコレ珍百景 ～珍百景あす日曜夜スタート＆投稿募集SP～」（テレビ朝日、2018年10月13日）
  - ゲキレア珍百景 祝!放送5周年…感謝の一挙3時間放送!!爆笑の珍百景はコチラで!（テレ朝チャンネル、2019年3月3日、3月17日）
- ポケモンの家あつまる?（テレビ東京、2018年11月18日）※レイラのみ
- 『私がつくった番組 マイテレビジョン[42]』セレクション SEASON3（日本映画専門チャンネル、2018年11月23日）
- お笑い演芸館（BS朝日）
  - 昭和・平成のお笑い総決算4時間SP（2018年12月6日）
  - お笑い演芸館+「夫婦から親子まで!男女コンビ特集!」[43]（2019年5月09日）
  - お笑い演芸館+「10代から90代まで人気芸人大集合SP」[44]（2019年12月5日）
- 人気芸能人にイタズラ！仰天ハプニング150連発（フジテレビ、2018年12月27日）
- 2019年新春 発見！ニッポンにぎわいリレー 日本のめでたいお正月を生中継！（NHK総合、2019年1月1日）
- 元日はTOKIO×嵐 ウルトラマンDASH（日本テレビ、2019年1月1日）※レイラのみ
- ビットワールド ▽依頼主はあの親子！町のシンボルになるロボをつくれ-(NHK Eテレ、2019年1月11日、18日）
- スッキリ（日本テレビ）
  - スッキリTOUCH 「雑誌編集長が予想！トレンドグルメ」（2019年1月17日）※レイラのみ
  - スッキリ受験密着シリーズ ～完熟フレッシュ レイラちゃん編～[45]2019年10月21日～2020年3月20日
- ジョブチューン 『ライバルスーパー3社』&『建築家』&『八丈島のお仕事』（TBS、2019年3月9日）
- 子どもの遊びをスケールアップ! ビッグ☆プレイ[46]（読売テレビ、2019年3月28日）
- すイエんサー（NHK Eテレ、2019年4月 - 2020年3月）レイラのみ、不定期出演（すイエんサーガール）
- 日本No.1が限界に挑む ギリギリ[47]（フジテレビ、2019年4月14日）
- おやこ百名山「飛び出せ!春の大自然へ」[48]（NHK BSプレミアム、2019年4月29日）
- 音が出たら負け（日本テレビ、2020年3月11日）※レイラのみ
- クイズ!あなたは小学5年生より賢いの?（2021年2月12日、日本テレビ） - 300万円獲得
- マルコポロリ!（関西テレビ、2021年5月9日）
- クイズ超感覚カジノ（読売テレビ、2021年6月17日）
- 超逆境クイズバトル!! 99人の壁 (フジテレビ、2021年7月31日)
- 秋の超豊作 さんま御殿 メダリスト＆大物2世イライラ美人妻の逆襲 (日本テレビ、2021年10月12日) レイラのみ
- 阿佐ヶ谷アパートメント2022秋SP(NHK総合、2022年9月19日)
- ナニコレ珍百景（テレビ朝日、2023年1月22日）- 再現ドラマ「加賀市　屏風岩に刻まれた人の顔」
- 朝までラーニング!「娘と父とアナウンサー、性を学ぶ。」（NHK Eテレ、2024年5月5日）

### ドラマ
- 記憶の海（TBS） - レイラのみ[11]
- 広域警察2（テレビ朝日、2011年5月21日） - レイラのみ（猪瀬詩織 役）[11]

### ラジオ
- ぐんまWAIWAI ありがとうプロジェクト スペシャル（FM群馬[49]、2018年8月12日）
- 爆笑問題の日曜サンデー（TBSラジオ、2018年5月13日）
- 大竹まこと ゴールデンラジオ！[50][51]（文化放送、2018年8月16日）
- 高柳明音の生まれてこの方 【SKE48 高柳明音】（ラジオ日本、2019年8月17日）

### 映画
- においが眠るまで（2024年4月公開予定、東かほり監督作品）※池田レイラ主演[52][53]

### CM
- ガスト （2018年7月）「ごちガスト 夏の大感謝セール」篇。

※池田57CRAZYの「ロックンロールコメディーショー」時代の出演については、ロックンロールコメディーショー#出演の節を参照。

### ネット配信
- ウンティーのわたあめラジオ[54]（ぷちFM897すみだリヴァー[55]）

2017年1月26日から、毎月第4木曜のゲストとして出演。フリーの時代、ブレークする前から出演している番組なので、二人が一番リラックスする。最近は、TVの仕事と重なる事が多く代打でいかちゃんが出演することが多い。（メインパーソナリティ：ウンティ佐々木）

### ライブ等
- 「夏休み特別企画！完熟フレッシュ池田レイラトークライブ『レイラちゃんに叱られちゃう！』」[57][58]（レイラのみ）（表参道GROUND、2018年8月23日）

## 出版
- 完熟フレッシュな水着（池田レイラデジタル写真集　集英社、週プレ グラジャパ！）[53][59]。